# Kvävetrifluorid
Kvävetrifluorid är en kemisk förening av kväve och fluor med formeln NF3.

## Historia
Den tyske kemisten Otto Ruff började redan 1903 att försöka framställa en förening av kväve och fluor i analogi med kvävetriklorid. Det var först 1928 som han lyckades genom elektrolys av smält ammoniumfluorid (NH4F) och vätefluorid (HF).

## Egenskaper
Kvävetrifluorid har samma kemiska struktur som kvävetriklorid och är i likhet med den ett starkt oxidationsmedel. Det är dock inte lika reaktivt och är dessutom gasformig vid normalt temperatur och tryck.
Kvävetrifluorid är en mycket potent växthusgas med GWP 17200 gånger CO2. Det gör den till den näst starkaste växthusgasen efter svavelhexafluorid.

## Framställning
Till skillnad från många andra grundämnen är kvävgas inert och kan inte angripas direkt av fluorgas. Föreningen kan dock framställas genom elektrolys, både enligt Ruffs metod ovan eller av ammoniak och fluorgas.
{\displaystyle {\rm {4\ NH_{3}+3\ F_{2}\rightarrow NF_{3}+3\ NH_{4}F}}}

## Användning
Kvävetrifluorid används för etsning av halvledare och för rengöring av utrustning för tillverkning av halvledarkomponenter, framför allt LCD-skärmar och solceller.